# رفادة
الرفادة من الأمور العظيمة التي كان أهل مكة يقومون بها أثناء موسم الحج، فقد كانوا يجمعون من كل شخص من بينهم المال بقدر طاقته إلى أن يُجمع مالاً عظيماً، وبه كانوا يجهزون للحجاج الطعام والجمال (الإبل) والزبيب للنبيذ، فلا يزالون يطعمون الحجيج إلى أن ينتهي موسم الحج، وأول من قام بهذه الأمور هو هاشم بن عبد مناف.

والرفادة تشمل مجموعة من الوظائف للقيام على خدمة الحرم المكي، وكانت الرفادة والسقاية أوثقها علاقة بسعي قريش إلى جمع قبائل العرب من حول حرمها.

## تعريفها
قال ابن هشام في سيرته:هو خرجاً تخرجه قريش في كل موسم من أموالها إلى قصي بن كلاب فيصنع به طعاماً للحاجّ، فيأكله من لم يكن له سعة ولا زاد، وذلك أن قصياً فرضه على قريش... فكانوا يخرجون لذلك كل عام من أموالهم خرجاً فيدفعونه إليه فيصنعه طعاماً للناس أيام منى، فجرى ذلك من أمره في الجاهلية على قومه، حتى قام الإسلام.

## وظائف الرفادة
كانت السقاية ملازمة للرفادة لتهوين مشاق الحج وعنائه على الحجيج. أما الوظائف الأخرى في خدمة الحرم المكي فكان معظمها يجنح إلى صفة التنظيم الداخلي بين قادة مكة، ولم يكن له علاقة بالحجيج مباشرة وهي:

### 1- السقاية
وكانت في بني هاشم

### 2- السدانة
السدانة تشمل اللواء والسدانة والحجابة والندوة وكانت في بني عبد الدار

### 3- الراية
هي راية قريش في الحرب وتسمى العقاب، وكانت في بني أمية بن عبد شمس.

### 4- الرفادة
وكانت لبني نوفل

### 5- المشورة
وكانت لبني أسد

### 6- الأشناق
وهي الديات والغرم. وكانت لبني تيم.

### 7- القبة والأعنة
هي تجهيز الجيش. فالقبة سرادق كانوا يضربونها ثم يجمعون إليها ما يجهّزون به الجيش. أما الأعنّة فما كان على خيل قريش في الحرب. وكانت في بني مخزوم.

### 8- السفارة
كانت في بني عديّ

### 9- الأيسار
وهي الأزلام التي يستقسمون بها قبل القيام بأي أمر يرونه خطيراً. وكانت في بني جُمح.

### 10- المُحْجَرة
وهي الأموال التي خصّوا بها آلهتهم وكانت في بني سهم.